# Laboratoire de tribologie et dynamique des systèmes
Le Laboratoire de Tribologie et Dynamique des Systèmes (LTDS) est un laboratoire de recherche français spécialisé dans différents domaines de la mécanique. Il est créé en 1992 à l'École centrale de Lyon par le professeur Jean-Marie Georges afin de développer la recherche en tribologie.[réf. nécessaire] Le laboratoire est aujourd'hui sous la tutelle du CNRS UMR 5513, de l'École centrale de Lyon, de l'École nationale d'ingénieurs de Saint-Étienne et de l'École Nationale des Travaux Publics de l'État[source secondaire souhaitée].

## Axes de recherche
Le laboratoire est structuré autour de 4 équipes de recherche principales[source secondaire souhaitée] :
- Tribologie, Physico-Chimie et Dynamique des Interfaces : étude du frottement, de l'usure, de la lubrification, de l'adhérence
- Dynamique des Systèmes Complexes : contrôle des vibrations et de la stabilité des systèmes et des organes mécaniques dynamique, vibroacoustique des systèmes complexes et des matériaux enrichis
- Mécanique des Matériaux et des Procédés : comportement des matériaux et des tissus vivants en relation avec leur microstructure[1], mécanique numérique des surfaces
- Géomatériaux et Constructions Durables : calcul des structures et des ouvrages, mécanique des sols

Chacune de ces équipes de recherches est constituée de plusieurs groupes de recherche spécialisés. Un projet porte en particulier sur la numérisation sur sens du toucher et la réalisation de « doigts électroniques » permettant de qualifier l'effet tactile provoqué par une surface. Des applications sont réalisées pour la plasturgie. Un autre axe consiste à appuyer les recherches archéologiques par la recherche de moyens d'analyse des surfaces des vestiges, afin de déterminer les outils utilisés à l'époque,.
Le laboratoire fait partie des plus grandes structures de recherche en Sciences de l'Ingénierie de France. Avec plus de 400 chercheurs et collaborateurs et la technicité de ses équipements, il est considéré[Par qui ?] en 2020 de premier rang mondial pour les sciences de l'ingénieur.

## Histoire
- 1970 : Création du LTS (Laboratoire de Technologie des Surfaces) par Jean-Marie Georges[7] à l'ECL
- 1995 : Le LTS devient alors le Laboratoire de Tribologie et Dynamique des Systèmes LTDS[6] UMR 5513 sous la direction de Philippe Kapsa. Le laboratoire est alors composé d'environ 80 personnes.
- 2008 : Création du Laboratoire International Associé (LIA), ELyTLab, avec l’INSA de Lyon et l’Université du Tōhoku[6], dans une dynamique de collaboration internationale autour de la tribologie et de la bio-ingénierie[8]
- 2010 : Création du LIA 2MCIS (Matériaux, Mécanique, Contrôle et Sciences de l’information) autour de l'École centrale de Pékin[8]

## Localisation du laboratoire
Le Laboratoire de tribologie et dynamique des systèmes et ses équipes sont répartis sur plusieurs sites universitaires :
- L'École centrale de Lyon, située à Écully
- L'École Nationale d'ingénieurs de Saint-Étienne, située à Saint-Étienne
- L'École nationale des travaux publics de l'État, située à Vaulx-en-Velin